# Alexander Wiktorowitsch Dergatschow
Alexander Wiktorowitsch Dergatschow (russisch Александр Викторович Дергачёв; englische Transkription: Alexander Viktorovich Dergachyov; * 27. September 1996 in Langepas) ist ein russischer Eishockeyspieler, der seit 202l bei Neftechimik Nischnekamsk aus der Kontinentalen Hockey-Liga (KHL) unter Vertrag steht und dort auf der Position des Centers spielt.

## Karriere
Dergatschow verbrachte seine Juniorenzeit im Nachwuchs von Neftjanik Almetjewsk. 2013 wurde er von SKA Sankt Petersburg unter Vertrag genommen. Für dessen Nachwuchsmannschaft SKA-1946 lief er ab 2013 in der Molodjoschnaja Chokkeinaja Liga auf. In der Saison 2015/16 feierte er sein Debüt in der ersten Mannschaft in der Kontinentalen Hockey-Liga, da sich der Verein über den KHL Junior Draft 2013 weiterhin seine Dienste gesichert hatte. Im NHL Entry Draft 2015 wurde der Russe in der dritten Runde an 74. Position von den Los Angeles Kings aus der National Hockey League (NHL) ausgewählt. Im selben Jahr zogen ihn die Cataractes de Shawinigan in der ersten Runde des CHL Import Draft als insgesamt 40. Spieler. Er wechselte jedoch nicht Nordamerika.
Mit SKA gewann er 2017 den Gagarin-Pokal und die russische Meisterschaft. Im Oktober 2017 wurde er gegen Zahlung einer Entschädigung an den HK Spartak Moskau abgegeben und erzielte bis Saisonende elf Scorerpunkte für Spartak. Im Mai 2018 kehrte er wiederum gegen Zahlung einer Entschädigung zum SKA zurück, ehe er sich im Juni 2020 dem HK Witjas anschloss. 2021 wechselte er zum HK Awangard Omsk, wurde in den folgenden zwei Jahren aber auch in dessen Farmteam Omskije Krylja eingesetzt. Seit 2023 steht er beim Ligarivalen Neftechimik Nischnekamsk auf dem Eis.

### International
Für sein Heimatland spielte Dergatschow im Juniorenbereich bei der U18-Junioren-Weltmeisterschaft 2014 sowie den U20-Junioren-Weltmeisterschaften 2015 und 2016.

## Erfolge und Auszeichnungen
- 2015 Silbermedaille bei der U20-Junioren-Weltmeisterschaft
- 2016 Silbermedaille bei der U20-Junioren-Weltmeisterschaft
- 2017 Gagarin-Pokal-Gewinn und Russischer Meister mit dem SKA Sankt Petersburg